# 明石行宗
明石 行宗（あかし ゆきむね）は、鎌倉時代後期の御家人。
弘安7年（1284年）、弘安徳政による蒙古への対策などを理由に、鎌倉幕府が九州に合議控訴機関を設立した際、行宗は長田教経、兵庫助政行と共に九州に下り、西国の管轄、控訴裁定に関与した。
正応、永仁、徳治年間には、関東引付奉行としての活動が見られる。